# Agni V

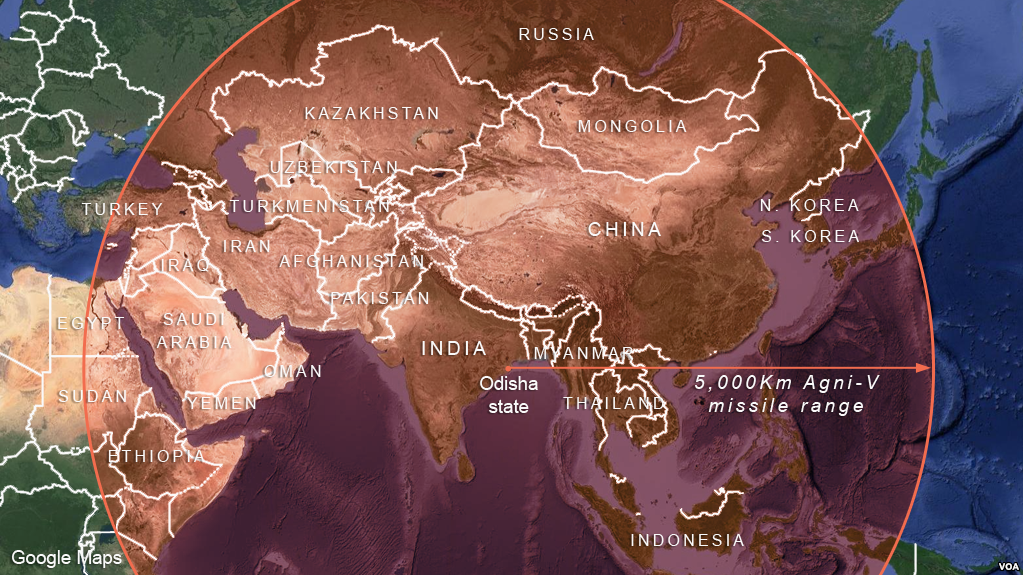
Raggio del missile

Agni V è un missile balistico intercontinentale sviluppato dal Research difesa e Development Organisation (DRDO) dell'India.
L'Agni-V ("agni" vuol dire "fuoco") lanciato nell'aprile 2012 dalla base off shore di Wheeler Island, al largo dello Stato dell'Orissa, è stato sviluppato dall'Organizzazione per la ricerca e lo sviluppo della Difesa (Drdo) a partire dal 1997. È un'arma che, una volta messa a punto, permetterà all'India di entrare nell'esclusivo gruppo di Paesi che dispongono di missili balistici intercontinentali (ICBM) strategici, e di cui fanno parte Usa, Russia, Gran Bretagna, Francia, Cina ed Israele. Con un raggio d'azione di oltre 5.000 chilometri, l'Agni-V può raggiungere tutta l'Asia, comprese le principali città cinesi (non a caso la stampa indiana l'ha battezzato "China killer"), la Russia e parte dell'Europa orientale. Pesa 50 tonnellate, ha una lunghezza di 17 metri e un diametro di due. Costato oltre 480 milioni di dollari (più di 365 milioni di euro) ha tre stadi ed è in grado di trasportare, grazie a una propulsione a combustibile solido, attrezzatura spaziale, satelliti e ogive nucleari individuali e multiple.
Il primo vettore della serie Agni-I fu testato nel 2002 con un raggio di azione di 700 chilometri e insieme al Agni-II e Agni-III è già in dotazione alle Forze armate indiane. Paragonati alle versioni precedenti, i missili Agni-IV e V, entrambi in fase sperimentale, hanno una migliore precisione e sono basati su lanciatori mobili, mentre i vecchi missili necessitano di un complesso lanciatore su rotaia. L'Agni-V dovrà essere sperimentato altre due volte prima di entrare nell'arsenale missilistico indiano.
Il successo del lancio è stato salutato da un coro di reazioni entusiaste dei vertici politici e militari. Il primo ministro Manmohan Singh si è congratulato con gli scienziati del centro militare di ricerca Drdo per quella che ha definito "una pietra miliare per la difesa, deterrenza e per esplorare nuove frontiere scientifiche". Il responsabile della Difesa A.K. Antony ha sottolineato che "l'India ha raggiunto l'esclusivo club delle nazioni" dotate di questo tipo di missili intercontinentali strategici.